# Віолончель Дюпора

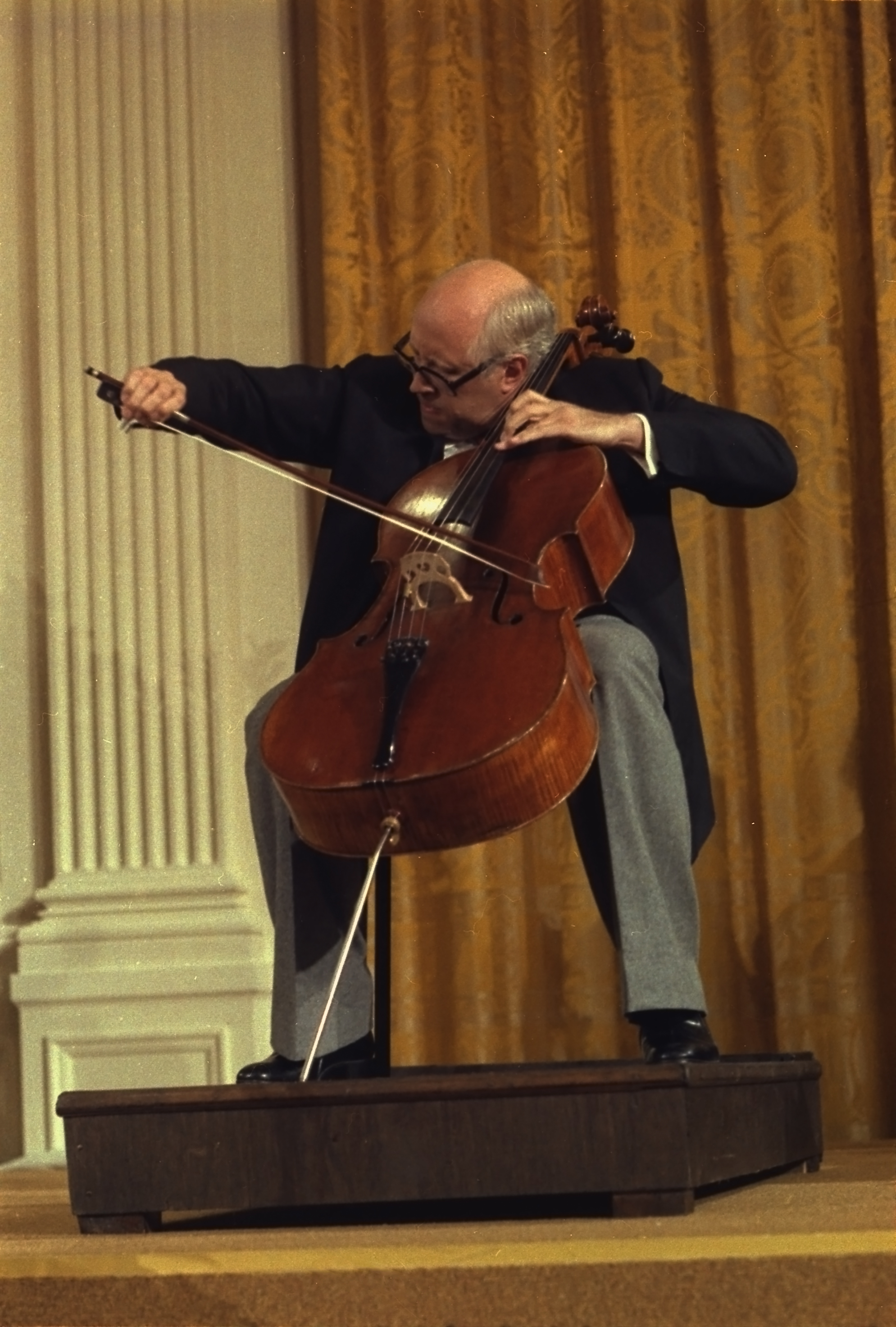
Ростропович із віолончеллю Дюпора (1978)

Віолончель Дюпо́ра чи Страдіварі Дюпо́ра (італ. Stradivari Duport) — антикварна віолончель кремонського майстра Антоніо Страдіварі (1711), найдорожча з нині відомих віолончелей[джерело?].
Отримала свою назву на честь видатного віолончеліста Жана-Луї Дюпора, що володів інструментом аж до своєї смерті в 1819 році, після чого віолончель перейшла до його старшого брата Жана-П'єра.
На інструменті є подряпина, яку, за легендою, залишив шпорами намагався зіграти на ньому Наполеон. У 1843 році придбано віртуозом Франкоммом у сина Дюпора-старшого за рекордну в ті часи суму у 22 тисячі франків. Французький скрипковий майстер Вільома (1798—1875) прийняв «Дюпора» за еталон для своїх інструментів.
Деякий час належала колекціонеру музичних інструментів барону Йогану Кнопу (англ. Baron Johann Knoop), потім кілька разів змінювала своїх власників.
З 1974 по 2007 рік на віолончелі Дюпора грав Мстислав Ростропович, який називав цей інструмент своєю «коханкою». Повідомлення про те, що після смерті маестро «Дюпор» був придбаний Японською музичною асоціацією за 20 млн доларів, були спростовані спадкоємцями музиканта.